# 馬橋隆二
馬橋 隆二（まばし りゅうじ、1918年（大正7年）8月31日 - 2000年（平成12年）5月16日）は、大宮市長（第13代 - 第15代）。弁護士。

## 経歴
埼玉県大宮町出身。1942年（昭和17年）明治大学法学部卒。卒業後は海軍に入る。戦後の1948年（昭和23年）二級事務官吏銓衡に合格し、運輸省に入る。一方で高等試験司法科試験にも合格した。1950年（昭和25年）に退官し、弁護士として開業した。その後、埼玉県弁護士会長、日本弁護士連合会理事を務め、1978年（昭和53年）、大宮市長を5期務めた秦明友の辞職に伴う市長選挙に立候補。大宮市長に初当選、以来3期務めた。
市長在任中は1期目に「大宮市総合振興計画第二次基本計画」を策定、前任者の革新市政を緩やかに継承しつつ保守市政に転換させた。市制施行40周年にあたる1980年（昭和55年）には「大宮市民憲章」が制定された。この他1982年（昭和57年）には東北・上越新幹線が大宮駅から暫定開業し、1985年（昭和60年）の上野駅への延伸開業まで大宮駅はその始発駅となった。その後は、自治医科大学の附属第二病院の建設構想を受け、1983年（昭和58年）に建設地として誘致する事を表明し、大宮市医師会（現・大宮医師会）による建設反対運動により「循環器専門の病院」とする事で合意して、1989年（平成元年）9月に「自治医科大学附属大宮医療センター（現・自治医科大学附属さいたま医療センター）」として開院した。
1990年（平成2年）まで大宮市長を在任し、翌1991年（平成3年）に勲三等瑞宝章を受章した。他に大宮市名誉市民に推挙された。2000年（平成12年）死去。墓所はさいたま市大宮区の曹洞宗大宮山東光寺にある。戒名は「大宮院殿緑山法隆居士」。